# Dorfkirche Stücken

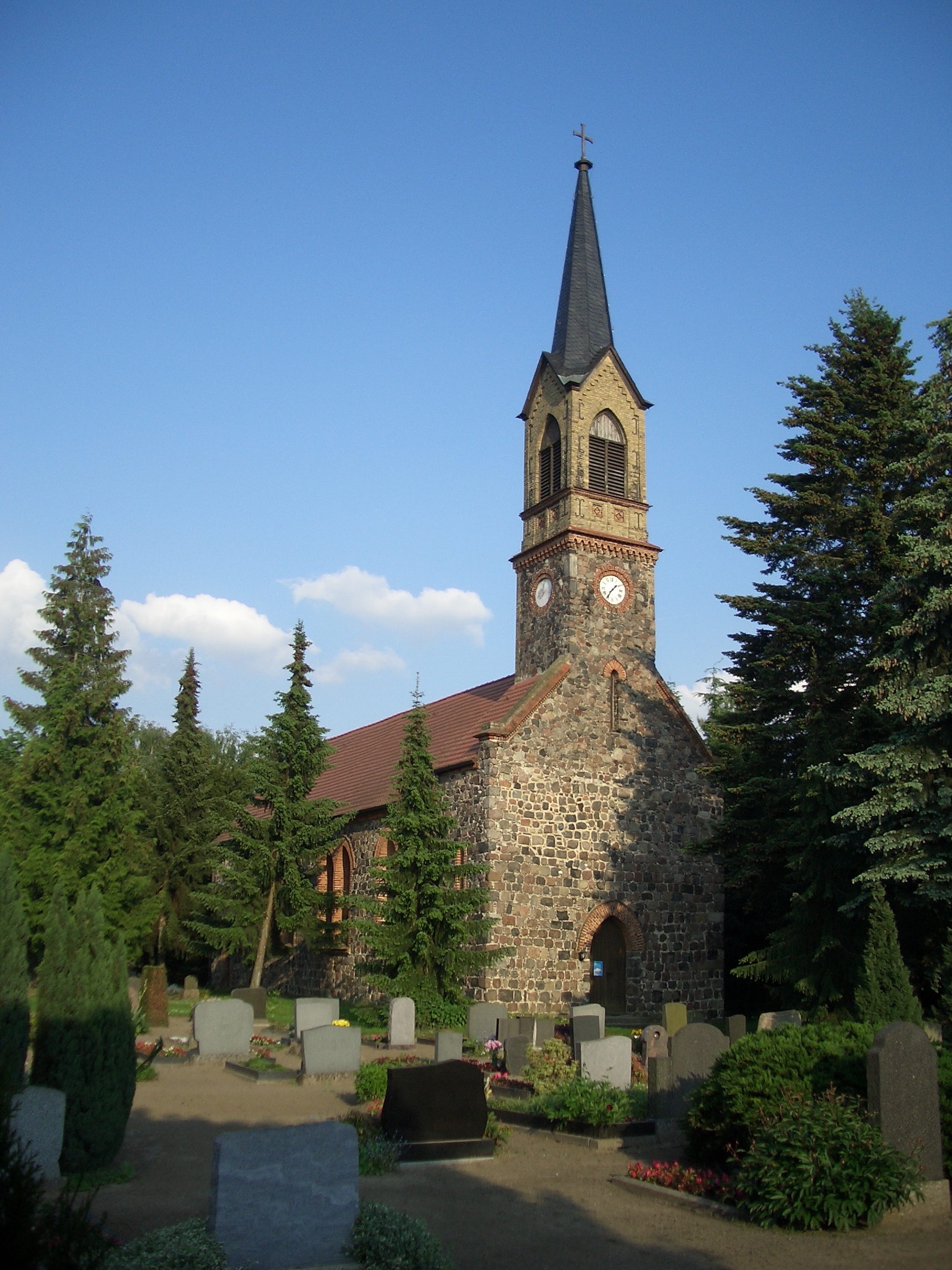
Dorfkirche Stücken

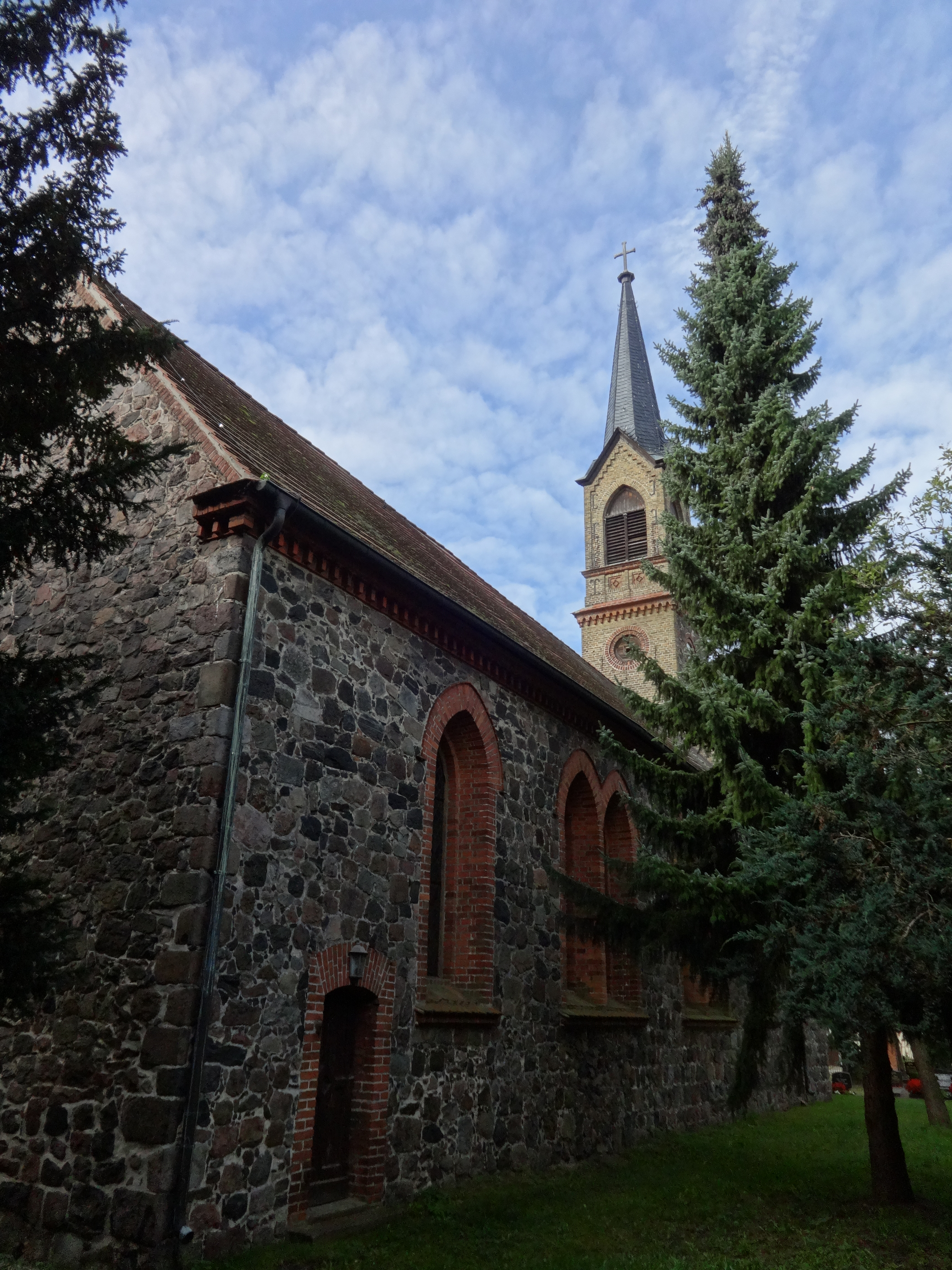
Dorfkirche Stücken

Die evangelische Dorfkirche Stücken ist eine neogotische Feldsteinkirche in Stücken, einem Ortsteil der Gemeinde Michendorf im Landkreis Potsdam-Mittelmark im Land Brandenburg. Die Kirche gehört zum Kirchenkreis Mittelmark-Brandenburg im Sprengel Potsdam der Evangelischen Kirche Berlin-Brandenburg-schlesische Oberlausitz.

## Lage
Durch den Ort führt die Stückener Dorfstraße, die von Norden kommend in südöstlicher Richtung durch die Gemeinde verläuft. Das Bauwerk steht östlich dieser Straße auf einem Gelände, das mit einer Mauer aus rötlichem Backstein eingefriedet ist.

## Geschichte

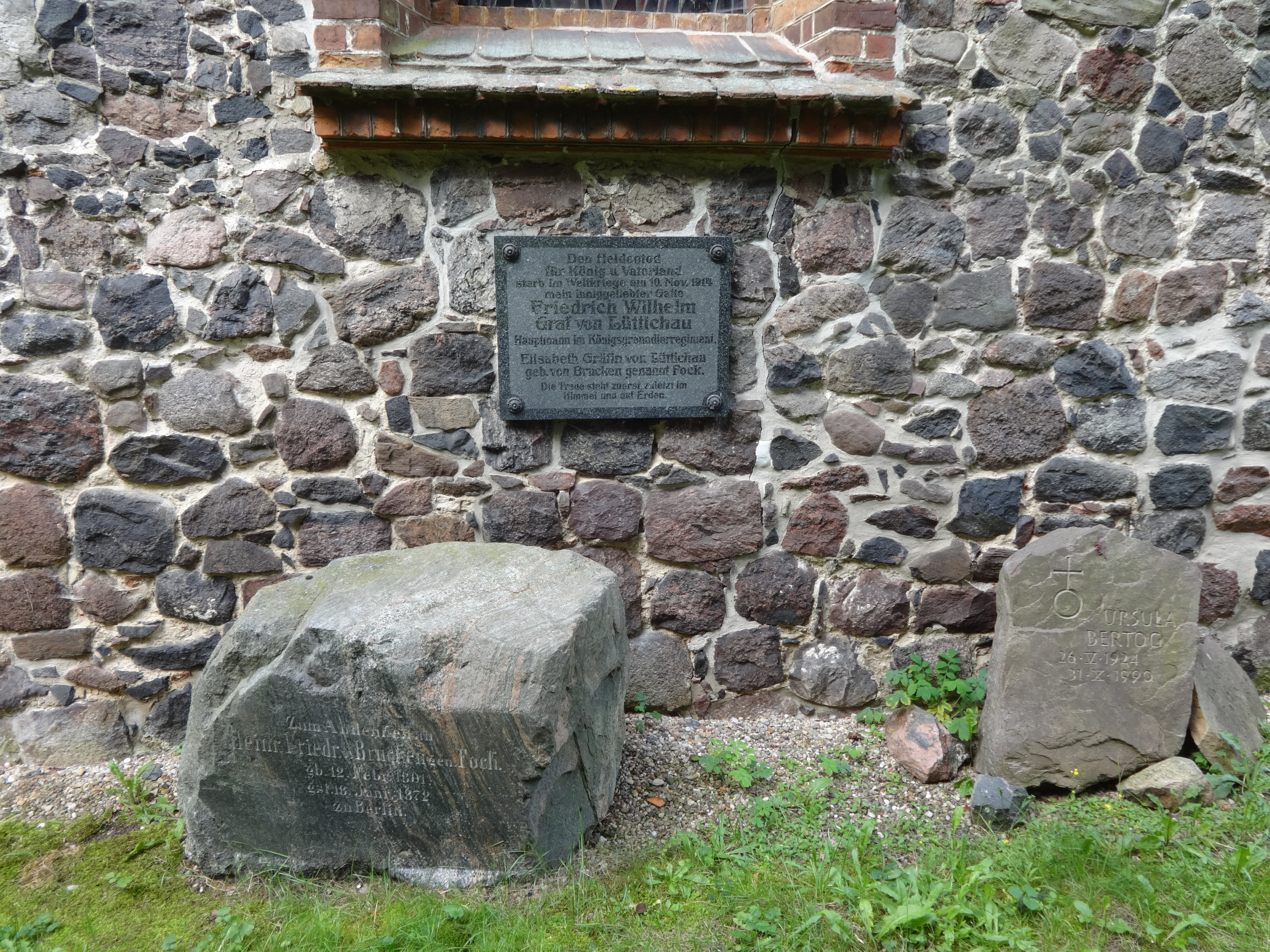
Epitaph für Friedrich Wilhelm Graf von Lüttichau an der Ostseite

Das genaue Baudatum ist nicht bekannt, dennoch gibt es einen Hinweis im Landbuch Karls IV. aus dem Jahr 1375: Dort wurde ein Pfarrer erwähnt, der im Besitz von zwei Hufen Land war. Das Dehio-Handbuch vermutet, dass es bereits im 13. Jahrhundert einen Vorgängerbau gab. Einen weiteren Hinweis liefert ein zugemauertes Portal an der südlichen Wand des Kirchenschiffs. Die dort verwendeten, noch vorhandenen Feldsteine sind sorgfältig behauen und konnten von Experten auf die Zeit um 1400 datiert werden. Theo Engeser und Konstanze Stehr gehen noch einen Schritt weiter und vermuten auf Grund der Baustruktur einen Baubeginn in der ersten Hälfte des 13. Jahrhunderts. Seinerzeit dürfte ein Kirchenschiff mit einer Länge von 12,10 bis 12,65 m und einer Breite von 8,85 m entstanden sein. Der Chor dürfte eingezogen sein. Offen bleibt, ob es eine Apsis gab. Zur Zeit der Reformation wurde im Jahr 1540 ein Pastor Gürgen als erster lutherischer Geistlicher erwähnt.
1848 kam es im Dorf zu einem Brand, bei dem der Sakralbau weitgehend zerstört wurde. Dokumente, die Aufschluss über den Vorgängerbau geben könnten, sind bislang nicht bekannt. 1860 errichtete die Kirchengemeinde auf seinen Fundamenten einen Neubau, der nach Westen hin um rund drei Meter verlängert wurde. Die Kirchenausstattung wurde ersetzt; im Jahr 1868 eine Orgel eingebaut. Das Kirchenpatronat lag zu dieser Zeit bei derer von Thümen, ab 1878 in die Familie der Barone von Brucken. Eine der Töchter, Elisabeth von Brucken, heiratete den Hauptmann im Königsgrenadierregiment Friedrich Wilhelm Graf von Lüttichau. Er fiel im Ersten Weltkrieg. Zu seinem Gedenken hängt an der Ostseite des Bauwerks ein Epitaph. 1926 erhielt das Bauwerk zwei neue Glocken. Deren Kirchweihe nutzte die Gemeinde, um auch die nunmehr über 50 Jahre alte Orgel einzuweihen.
Im Zweiten Weltkrieg wurde die Kirche im April 1945 durch mehrere Granateinschläge erheblich beschädigt. In den Jahren 1952 bis 1956 nahm die Kirchengemeinde eine Umgestaltung vor. Sie orientierte sich an den Kirchen in den Berliner Vorstädten und führte dazu, dass die zuvor barocke Ausstattung fast vollständig entfernt wurde. Die Kanzel sowie die Emporen an den Seitenwänden wurden abgebaut und die Kronleuchter demontiert. Nach der Wende standen hinreichende finanzielle Mittel zur Verfügung, um das Bauwerk umfassend zu sanieren.

## Baubeschreibung
Das Bauwerk wurde überwiegend aus Feldsteinen errichtet. Diese sind im geraden und nicht eingezogenen Chor unbehauen, nicht lagig geschichtet und vergleichsweise klein. An der Chorostwand ist ein spitzbogenförmiges Bleiglasfenster, dessen Laibung mit gelblich-rotem Mauerstein eingefasst wurde. Es wurde von der Berliner Künstlerin Katharina Peschel 1953 angefertigt und zeigt Maria mit dem Jesuskind. Der Ostgiebel wurde aus überwiegend schmalen Feldsteinen errichtet, die teilweise lagig geschichtet wurden. Unterhalb des Fensters ist ein Epitaph für Friedrich Wilhelm Graf von Lüttichau. Es trägt die Inschrift: „Den Heldentod / für König u. Vaterland / starb Im Weltkriege am 10. Nov. 1914 / mein inniggeliebter Gatte / Friedrich Wilhelm / Graf von Lüttichau / Hauptmann im Königsgrenadierregiment / Elisabeth Gräfin von Lüttichau / geb. von Brucken genannt Fock. / Die Treue steht zuerst zuletzt im / Himmel und auf Erden.“ Die Form des Fensters wird durch je ein weiteres, wenn auch größeres Fenster an der Nord- und Südseite des Chors aufgenommen. An der südlichen Wand sind im unteren Bereich die Steine sehr ungleichmäßig geschichtet, darüber größer und teilweise lagig. Die Nordwand besteht aus größeren Steinen, die jedoch auch nur im oberen Bereich und dort auch nur teilweise in Lagen verbaut wurden. Östlich des Chornordfensters ist eine kleine, gedrückt-segmentbogenförmige Pforte, dessen Laibung in rötlichem Mauerstein eingefasst ist.
Daran schließt sich das Kirchenschiff an. An der Nord- und Südseite dominieren vier Spitzbogenfenster, die zu je zwei gekuppelten Paaren zusammengefasst wurden. Die Laibung wurde ebenfalls aus rötlichem Mauerstein erstellt. Die umgebenden Feldsteine sind hier teilweise sehr sorgfältig behauen und lagig. Nach Westen hin ist ein weiteres, einzelnes Fenster. An der Südseite sind in westlicher Richtung die Reste einer zugesetzten Pforte erkennbar. An der Nordseite ist ein Reparaturbereich erkennbar, in dem möglicherweise zuvor ebenfalls eine Pforte verbaut war.
Der Westturm nimmt die volle Breite des Kirchenschiffs auf. Er wurde im unteren Geschoss aus behauenen Feldsteinen errichtet, die von den Handwerkern teilweise sehr lagig verbaut wurden. An der Westseite ist ein spitzbogenförmiges Portal mit einem Scheitel aus rötlichem Mauerstein; an der Nord- und Südseite ein kleines, hochgesetztes Fenster. Im darüberliegenden Geschoss verlaufen die Linien; die Steine sind hier teilweise kaum behauen. Im Giebel ist ein schmales und hochrechteckiges Fenster, darüber eine Turmuhr. Das Glockengeschoss ist vergleichsweise aufwändig gestaltet und besteht aus dem quadratischen und stark eingezogenen Turmhelm mit je zwei Klangarkaden, die in eine spitzbogenförmige Öffnung verbaut wurden. Er schließt mit einem achtfach geknickten Helm mit Kreuz ab. Damit ergibt sich ein Bauwerk von 24,40 Metern Länge und einer Breite von 8,85 Metern im Westen bzw. 8,15 Metern im Osten.

## Ausstattung

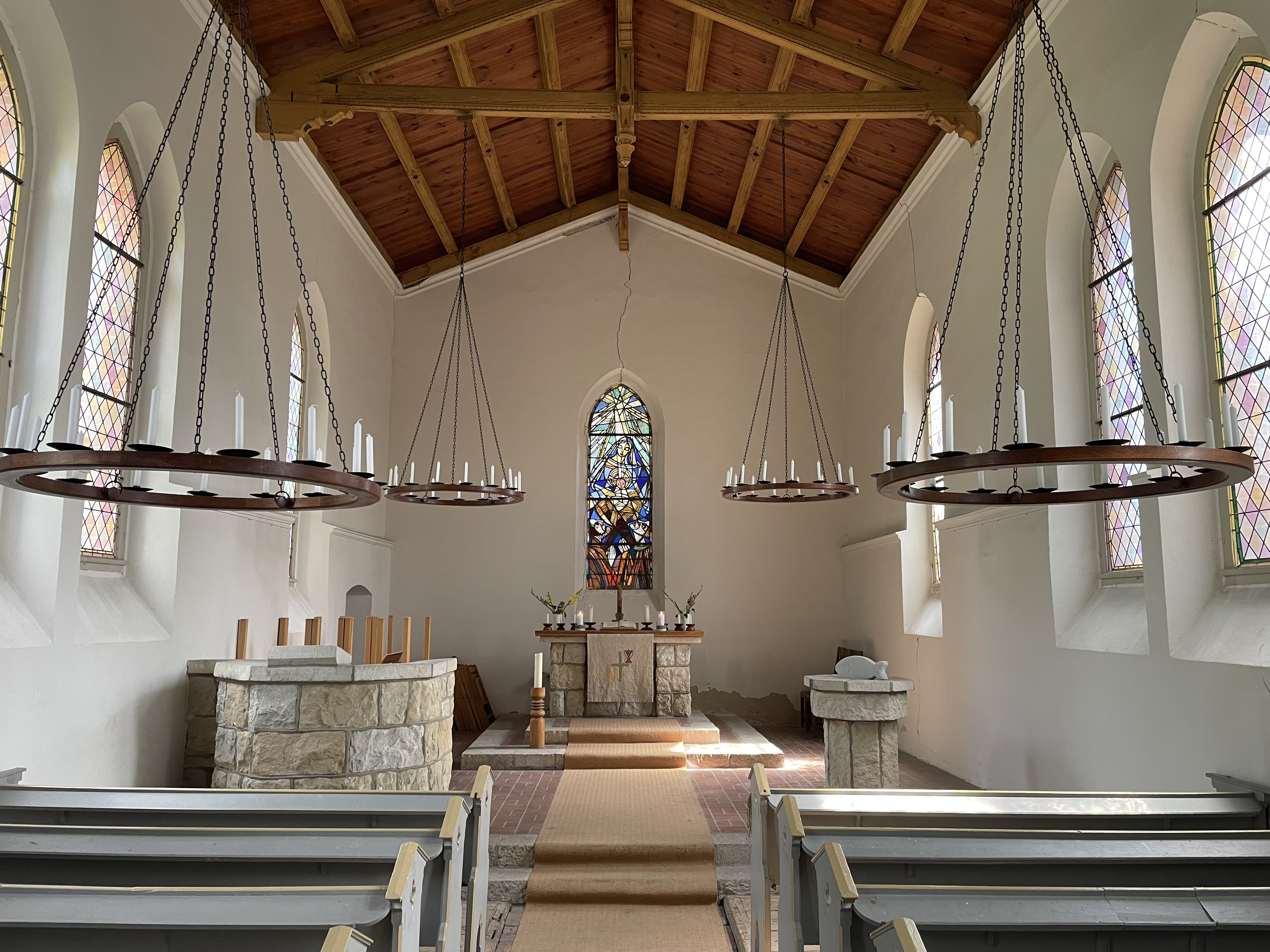
Blick ins Kirchenschiff Richtung Chor

Die Kanzel wurde aus Stein errichtet, ebenso die achteckige Fünte. Zur weiteren Ausstattung gehören vier Rundleuchter aus Eichenholz sowie eine Orgel, die Carl Ludwig Gesell im Jahr 1868 baute. Sie besitzt neun Register, die sich auf zwei Manuale und Pedal verteilen.